# Levice
Levice là một đô thị tại tỉnh Cuneo trong vùng Piedmont của Italia, vị trí cách khoảng 70 km về phía đông nam của Torino và khoảng 50 km về phía đông bắc của Cuneo. Tại thời điểm ngày 31 tháng 12 năm 2004, đô thị này có dân số 242 người và diện tích là 15.4 km².
Levice giáp các đô thị: Bergolo, Castelletto Uzzone, Feisoglio, Gorzegno, Pezzolo Valle Uzzone, Prunetto và Torre Bormida.